# تشارلز إدوارد ويلسون
تشارلز إدوارد ويلسون (بالإنجليزية: Charles E. Wilson)‏ هو سياسي أمريكي، ولد في 18 نوفمبر 1886 في نيويورك في الولايات المتحدة، وتوفي في 3 يناير 1972 في برونكسفيل في الولايات المتحدة. حزبياً، نشط في الحزب الديمقراطي.

## روابط خارجية
- تشارلز إدوارد ويلسون على موقع مونزينجر (الألمانية)